# 閘弄口駅
閘弄口駅（こうろうこうえき）は、中華人民共和国浙江省杭州市上城区閘弄口街道天城路と機場路の交差点に位置する杭州地下鉄1号線の駅である。将来的には18号線との乗換駅になる予定である。

## 歴史
- 2012年11月24日：開業[2]。

## 駅構造
島式ホーム1面2線を有する地下駅。

### のりば
| 路線    | 方向 | 行先                                  |
| ------- | ---- | ------------------------------------- |
| ■ 1号線 | 下り | 武林広場・城站・湘湖方面              |
| ■ 1号線 | 上り | 火車東站・客運中心・ 蕭山国際機場方面 |

（出典：杭港地铁 闸弄口站）

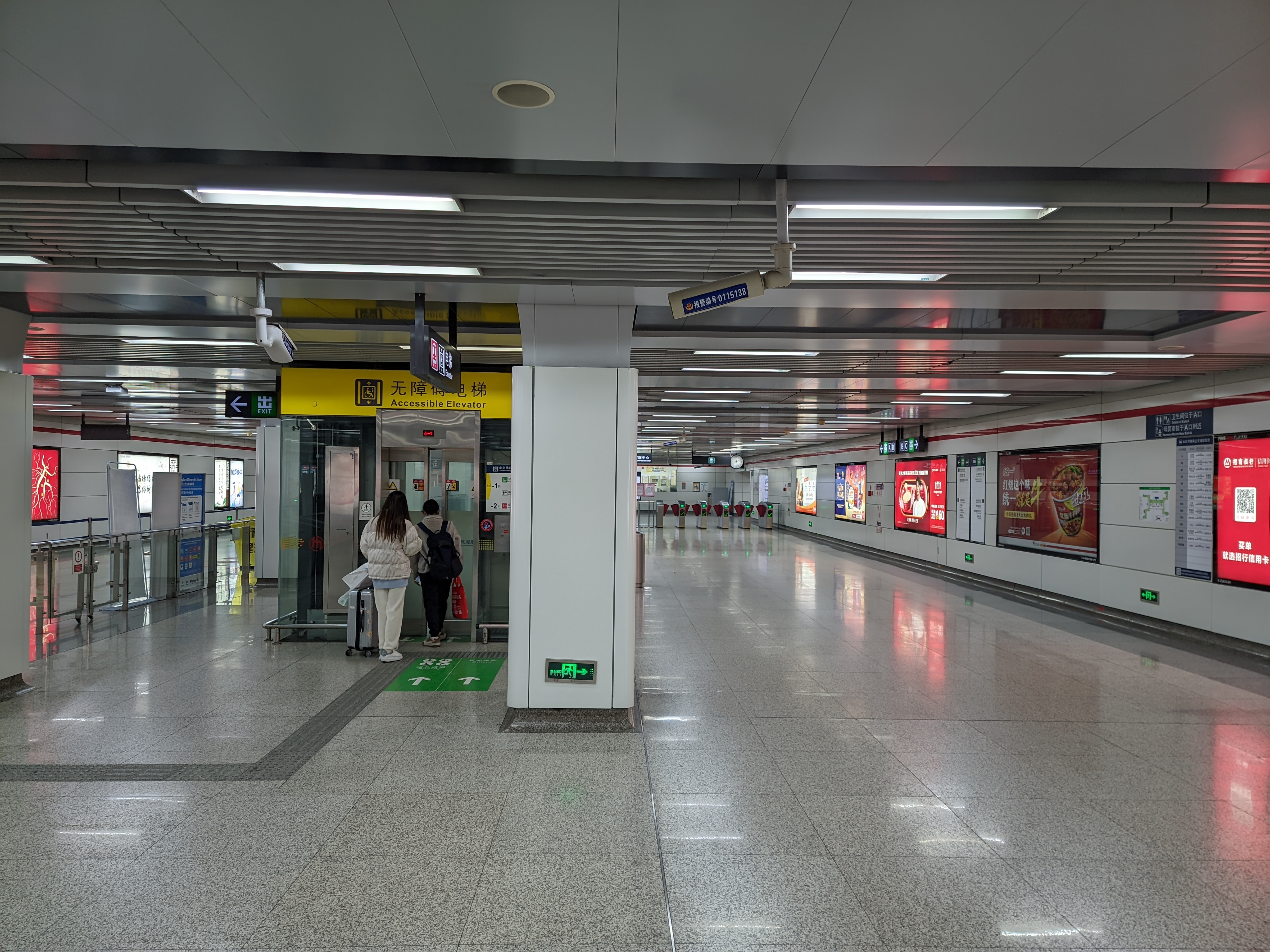
コンコース
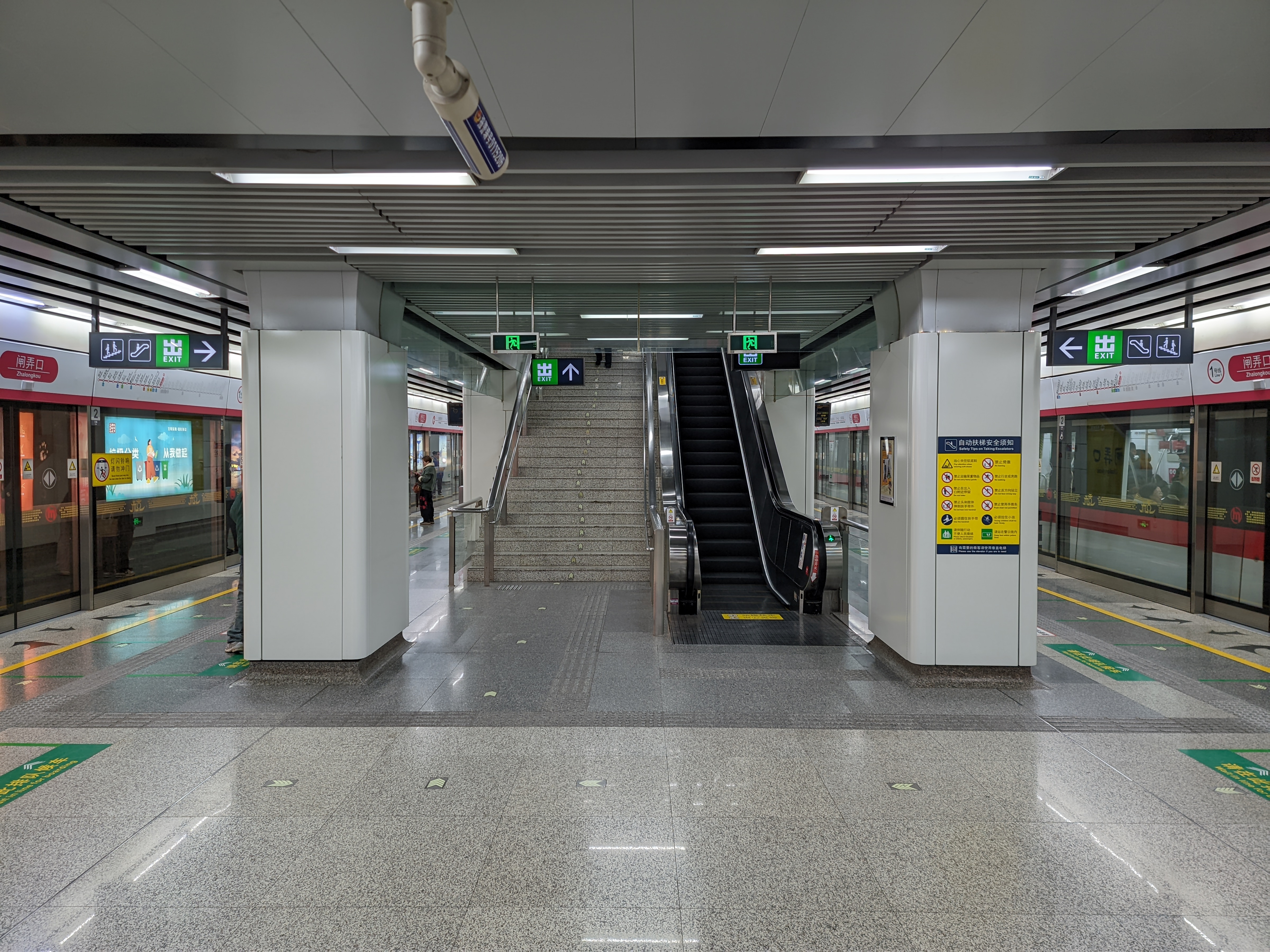
ホーム

## 駅周辺
- 中国人民解放軍第903病院
- 天城インターナショナル - B出入口直結
- 三合院
- 杰立ビル
- 藍天ビル
- 藍天シティガーデン
- 神州白雲ビル
- 機神アパート
- 紅樹林花園
- 機神新村
- 東茂苑
- 濮家公園
- 濮家運河公園

## 隣の駅
杭州地下鉄
■ 1号線
打鉄関駅 - 閘弄口駅 - 火車東站駅
■ 18号線（建設中）
華家池駅（仮） - 閘弄口駅 - 駅城路駅